# Goniotomía

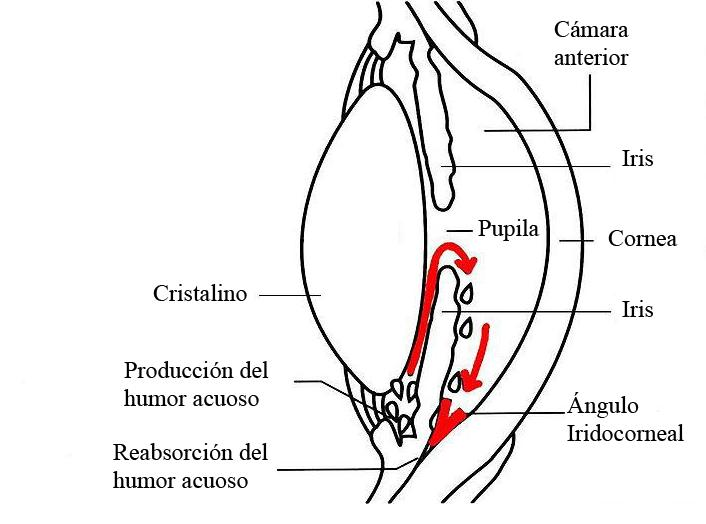
Esquema de la cámara anterior del ojo con una representación visual del flujo del humor acuoso, y el ángulo iridocorneal donde se practica la goniotomía. El exterior del ojo está en la derecha, y el interior en la izquierda

La goniotomía es un procedimiento quirúrgico que se utiliza en oftalmología para el tratamiento del glaucoma congénito. Básicamente consiste en liberar el ángulo de la cámara anterior del ojo que se encuentra ocupado por tejido embrionario.
El glaucoma congénito es una enfermedad del ojo presente desde el momento del nacimiento que puede causar, si no se trata, una deficiencia muy severa de la capacidad visual.
La técnica de la goniotomía consiste en acceder a la cámara anterior del ojo a través de una incisión que se practica en la zona más periférica de la córnea. A continuación, el cirujano, con la ayuda de un instrumento especialmente diseñado para este fin que se llama bisturí de goniotomía, secciona con gran precisión una pequeña cantidad de tejido situado en el ángulo que forma el iris con la córnea. En esta zona del ojo se encuentran el canal de Schlemm y la red trabecular.
Mediante esta acción se consigue ampliar el ángulo iridocorneal, y en consecuencia el iris se desplaza ligeramente hacia atrás. 
La ampliación del ángulo facilita la eliminación del humor acuoso de la cámara anterior del ojo y disminuye la presión intraocular. La elevación de la presión intraocular, o hipertensión ocular, es el principal mecanismo que provoca el deterioro de la capacidad visual en los pacientes afectados por glaucoma congénito.
El glaucoma congénito, a diferencia del glaucoma crónico simple del adulto, responde de forma inadecuada a los tratamientos con fármacos, por lo que generalmente precisa una intervención quirúrgica para su adecuado control.